# Jacques Pereira
Jacques Pereira (Vila Real de Santo António, 2 de fevereiro de 1955 - Vila Real de Santo António, 3 de novembro de 2020) foi um futebolista português que atuou como avançado.

## Carreira

### FC Porto
Esteve no FC Porto quatro épocas, entre 1981 e 1985. Durante esse tempo, marcou 48 golos em 84 jogos, no total, e venceu quatro títulos, para além de ter sido o melhor marcador do campeonato em 1982.

## Morte
Morreu em 3 de novembro de 2020 em sua casa na Vila Real de Santo António, aos 65 anos.

## Títulos

### Clube
FC Porto
- 2 Supertaças Cândido de Oliveira: 1981, 1983
- 1 Taça de Portugal: 1983–84
- 1 Primeira Divisão: 1984–85

### Individual
- Bola de Prata: 1981–82